# Canthocamptus tatricus
Canthocamptus tatricus is een eenoogkreeftjessoort uit de familie van de Canthocamptidae. De wetenschappelijke naam van de soort is voor het eerst geldig gepubliceerd in 1897 door Daday.